# Sławomir Dyka
Sławomir Dyka (ur. 1930, zm. 20 czerwca 2007) – polski ekonomista i specjalista w zakresie spółdzielczości, profesor zwyczajny, doktor habilitowany, członek Komitetu Ekonomiki Rolnictwa PAN. Był kierownikiem Katedry Spółdzielczości w Szkole Głównej Handlowej oraz kierownik Katedry Ekonomii w Warszawskiej Wyższej Szkole Ekonomicznej im. Edwarda Wiszniewskiego. Wraz z Piotrem Grzegorzewskim, był autorem książki pt. „Zarządzanie spółdzielnią".